# مارغريت جاي فينكلر
مارغريت جاي فينكلر (بالإنجليزية: Margaret J. Winkler)‏ هي منتجة أفلام أمريكية، ولدت في 22 أبريل 1895 في المجر، وتوفيت في 21 يونيو 1990 في مامارونيك في الولايات المتحدة بسبب مرض.

## وصلات خارجية
- مارغريت جاي فينكلر على موقع IMDb (الإنجليزية)
- مارغريت جاي فينكلر على موقع قاعدة بيانات الفيلم (الإنجليزية)